# Соціальна інфраструктура
Соціа́льна інфраструкту́ра — комплекс галузей, які безпосередньо пов'язані зі створенням загальних умов для відтворення робочої сили і забезпечення нормальної життєдіяльності людей. Ця сфера охоплює освіту, охорону здоров'я, житлово-комунальне господарство, пасажирський транспорт і зв'язок, культуру, побутове обслуговування.

## Стратегічні напрямки в Україні
Важливим стратегічним завданням України є прискорення розвитку соціальної інфраструктури, роль якої в економічному житті суспільства недооцінювалась.
Транспорт і зв'язок належать до матеріального виробництва, бо пов'язані з процесом виробництва, і водночас до нематеріального виробництва, бо пов'язані з обслуговуванням людей.
Поділяється на такі дві галузі : соціально-побутовий комплекс та соціально-культурний. В Україні ця галузь малорозвинута та потребує великих бюджетних коштів.
Розгалуженість інфраструктури на певній території визначає швидкість і якість розвитку певного виробництва.